# Septuagésime
 (mars 2018).
Si vous disposez d'ouvrages ou d'articles de référence ou si vous connaissez des sites web de qualité traitant du thème abordé ici, merci de compléter l'article en donnant les références utiles à sa vérifiabilité et en les liant à la section « Notes et références ».
Le temps liturgique de la Septuagésime (lat. : Septuagesimus, 70e) introduit, dans le calendrier liturgique catholique de la forme tridentine du rite romain, une période d'environ 70 jours précédant Pâques (en fait, neuf semaines, soit 63 jours). Il succède au temps liturgique de Noël (les dimanches après l'Épiphanie), et précède le Carême.
Ce temps liturgique, d'une durée totale de trois semaines, est ouvert par le dimanche de la Septuagésime, neuvième dimanche avant Pâques, suivi des dimanches de la Sexagésime et de la Quinquagésime  (encore nommé dimanche gras). L'entrée dans le Carême, avec la Quadragésime, premier dimanche de Carême, ferme cette période.
Symboliquement, ces 70 jours correspondent aux 70 ans de la captivité de Babylone. En effet, dans le symbolisme biblique et liturgique, Babylone représente la cité terrestre corrompue, qui s'oppose à Jérusalem, la cité de Dieu. La captivité de Babylone symbolise donc le temps des épreuves, des difficultés, de la lutte contre la tentation et le péché.
Le temps de la Septuagésime, introduction au Carême, fait donc méditer les chrétiens sur la lutte du Christ contre Satan pendant sa vie publique, sur la mission de l'Église dans le monde, et sur leur propre condition de pécheurs.
Le temps de la Septuagésime est caractérisé par des vêtements liturgiques violets, et par la suppression lors des messes des chants du Gloria ainsi que de l'Alléluia.
La réforme liturgique du concile Vatican II a supprimé le temps de la Septuagésime et l'a intégré au temps ordinaire qui suit l'Épiphanie. Ce temps n'existe donc pas dans la forme actuelle du rite romain.
La période débutait au plus tôt le 18 janvier au plus tard le 21 février lors des années non bissextiles.